# Philemon kisserensis
Philemon kisserensis là một loài chim trong họ Meliphagidae.